# بروچر (برزیل)
بروچر (به پرتغالی: Brochier) یک منطقهٔ مسکونی در برزیل است که در ریو گرانده جنوبی واقع شده‌است. بروچر ۵٬۱۰۴ نفر جمعیت دارد.